# Rhinoneura caerulea
Rhinoneura caerulea – gatunek ważki z rodziny Chlorocyphidae. Endemit Borneo; stwierdzony jedynie w malezyjskim stanie Sarawak w północnej części wyspy.